# 578

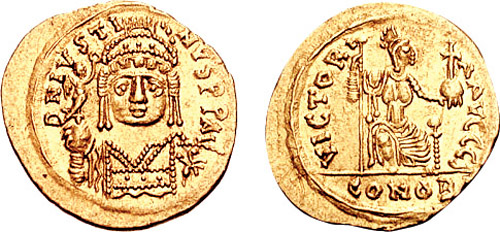
Keizer Justinus II (ca. 520 -578)

Het jaar 578 is het 78e jaar in de 6e eeuw volgens de christelijke jaartelling.

## Gebeurtenissen

### Byzantijnse Rijk
- Caesar Tiberius zendt het grootste leger in 200 jaar naar het oostfront tegen de Perzen, onder Mauricius. Hij neemt Aphumon in en plundert Singara.
- Keizer Justinus II overlijdt na een periode van krankzinnigheid. Onder invloed van zijn vrouw Sophia wordt hij opgevolgd door Tiberius II Constantijn, die als caesar tijdens Justinus' krankzinnigheid al met Sophia de feitelijke macht had.

### Europa
- Koning Chilperik I verovert het schiereiland Bretagne. Hij voert een burgeroorlog tegen zijn halfbroer Gunthram om de steden die in Bourgondië en Austrasië liggen.

### Azië
- Prins Shotoku Taishi sticht Kongō Gumi, een Japans bouwbedrijf, gevestigd in Osaka. Dit markeert de bouw van vele tempels en andere gebouwen tot 2006.

## Overleden
- Abd al-Moettalib, grootvader van Mohammed
- 30 juli - Jacobus Baradaeus, Syrisch theoloog
- Justinus II, keizer van het Byzantijnse Rijk